# Алдомировско блато
Алдомировското блато е блато в България с карстов характер. Блатото е защитена местност с цел „опазване на естествените местообитания на защитени и редки видове водолюбиви птици и растителните асоциации на 40 вида висши растения“, фигуриращ под ID ZM083.

## Разположение
Блатото се намира в най-западната част на Софийската котловина, на около 5 km северозападно от град Сливница и на около 1 km северно от жп. гара Алдомировци, близо до международния път Е80, до южното подножие на планинския рид Три уши. Площта му е 129,40 хектара.
В района на блатото са разположени местностите Мека црев и Три уши, където през ноември 1885 година се водят кървави сражения от Сръбско-българската война. В непосредствена близост е разположен военен полигон „Сливница“.
Блатото в близкото минало бе предпочитан обект за любителите на риболова от района и София, поради изключителните екземпляри щука, бял амур и шаран които имаше. Тук е и рекордът за уловен бял амур с въдица – 22,700 кг от 1982 година.
В Алдомировското блато гнездят или пребивават множество птици: бойник, голям гмурец, малък гмурец, черноврат гмурец, дъждосвирец, бял щъркел, патица, крещалец, малка чайка, крайбрежен бекас, малка бяла чапла, рядко се среща орел змияр и други.

## Проблеми с пресъхване и възстановяване
Има променлив режим и неправилни очертания. През пролетта нараства по площ, а през лятото и есента почти пресъхва. Блатото е пресъхвало на два пъти напълно 1991 и 2012.
През 2014 година експерти от Община Сливница, Сдружение за Дива Природа „БАЛКАНИ“ и БТ „Инженеринг“ ЕООД откриха, че водата в Алдомировското блато се оттича в понор (дупка, губилище). Дупката е затворена с глина и бетон, и от есента на същата година блатото отново започна да се възстановява.

## Галерия
- Галерия птици
- Голям гмурец
- Крайбрежен Бекас
- Бял щъркел
- Малка Бяла чапла
- Орел змияр
- Бойник
- Малък гмурец
- Черноврат гмурец
- Дъждосвирец
- Патица
- Крещалец
- Голям ястреб

- Галерия риби
- Бял амур
- Щука
- Шаран
- Каракуда